# Опоровский, Владислав
Влади́слав Опоро́вский (около 1395, Опорув — 11 марта 1453, Опорув) — польский церковный и государственный деятель, епископ куявский (1433—1449), архиепископ гнезненский и примас Польши (1449—1453), подканцлер коронный (1429—1434).

## Биография
Представитель польского шляхетского рода Опоровских герба «Сулима». Второй сын воеводы ленчицкого Николая из Опорува (ок. 1365—1425). Младший брат — воевода ленчицкий Пётр из Опорува (ок. 1405—1467).
Получил образование в Падуанском университете, где получил степень доктора. Профессор факультета права и ректор Краковского университета (1426). Работал в канцелярии польского короля Владислава II Ягелло, получив от него в 1429 году должность подканцлера коронного (1429—1434). Владислав Опоровский был одним из главных сподвижников короля во внешней политике. Вместе с Николаем Кичкой участвовал в 1422 году в судебном процессе между Польшей и Тевтонским орденом. 31 декабря 1435 года подписал мирный договор с тевтонскими крестоносцами в Бжесце-Куявском.
Владислав Опоровский владел рядом бенефиций и церковных должностей, основные из них: епископ куявский (1434—1449) и архиепископ гнезненский (1449—1453). В качестве архиепископа гнезненского и примаса Польши четыре года руководил католической церковью в Польском королевстве. Он был основателем готического замка в Опоруве под Кутном, где и скончался 11 марта 1453 года.